# Anul celor șase împărați
Anul celor șase împărați este o perioadă din istoria Imperiului Roman, referindu-se la anul 238. În acest an s-a evidențiat criza din Imperiul Roman, cunoscută drept Criza secolului III.

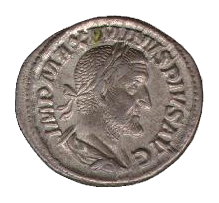
Denar cu chipul lui Maximin Tracul

## Cei șase împărați

### Maximin Tracul
Maximin Tracul, devenit împărat roman în 235, în urma asasinării lui Alexandru Sever, a declanșat un regim de teroare. Această dictatură a culminat în 238. Senatul a declarat noi împărați (Gordian I, Gordian al II-lea, Pupienus, Balbinus). Maximin, aflat în Pannonia, a vrut să invadeze Italia, dar a fost ucis la Aquileia împreună cu fiul său, Maximus, de propriile trupe, în aprilie 238.

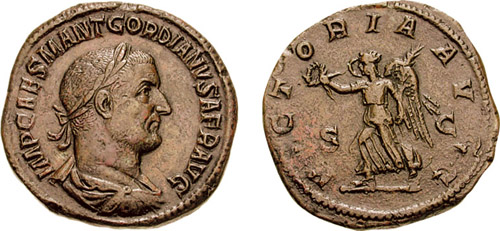
Sestertius reprezentându-l pe Gordian I

### Gordian I
Gordian I, guvernatorul Africii, s-a declarat împărat pe 22 martie 238. El a fost recunoscut de Senat în această funcție. Fiind bătrân, l-a asociat la domnie pe fiul său, Gordian al II-lea. După ce acesta a fost ucis în bătălie, Gordian I s-a spânzurat pe 12 aprilie 238; el a domnit numai 20 de zile.

### Gordian II
Fiul lui Gordian I; el a fost avansat la rangul de co-împărat de către tatăl său. Ca și comandant militar al trupelor anti-Maximin, a trebuit să se confrunte cu Capelianus, guvernatorul Numidiei, loial lui Maximin Tracul. Acesta l-a învins și ucis pe Gordian II în bătălia de la Cartagina, pe 12 aprilie. Împreună cu tatăl său, au fost zeificați de Senat.

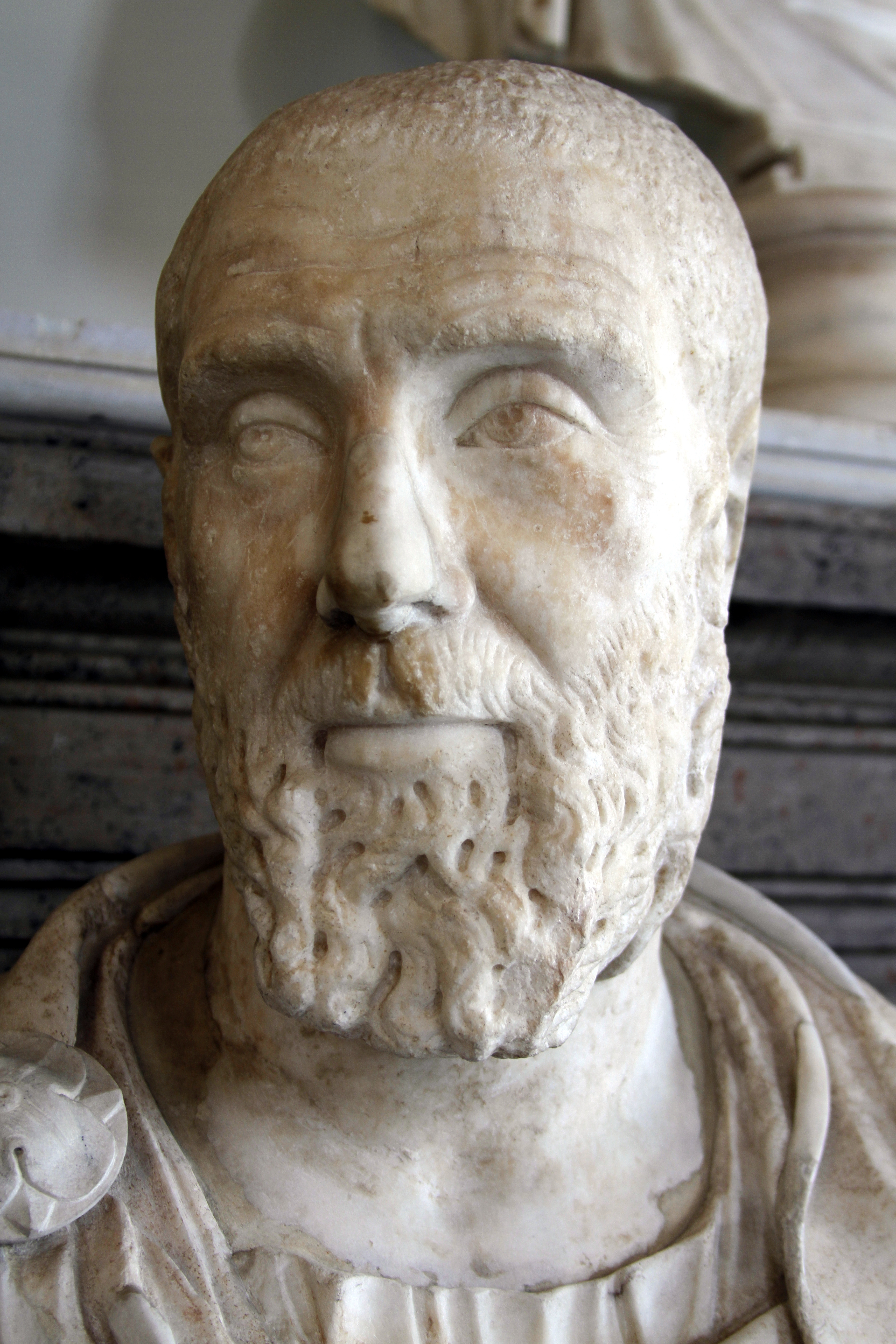
Pupienus

### Pupienus
Cum cei doi Gordieni au murit, Senatul a fost nevoit să aleagă noi împărați pentru a se apăra de Maximin Tracul. Pupienus și Balbinus au fost aceștia. Armata a trecut sub comanda lui Pupienus. El a mărșăluit către Aquileia, ca să elimine pericolul reprezentat de Maximin. Cum tracul a fost ucis de propiile trupe, Pupienus s-a întors la Roma, unde s-a certat pentru putere cu Balbinus. Garda pretoriană i-a ucis pe amândoi pe data de 29 iulie.

### Balbinus
Ales de senat împreună cu Pupienus, Balbinus a stat la Roma în timp ce co-împăratul său era la Aquileia. Dar nu a putut să țină bine frâiele puterii, și, când Pupienus s-a întors în capitală, cei doi s-au certat. Acest lucru a favorizat asasinarea sa, după 99 de zile, de către garda pretoriană.

### Gordian III

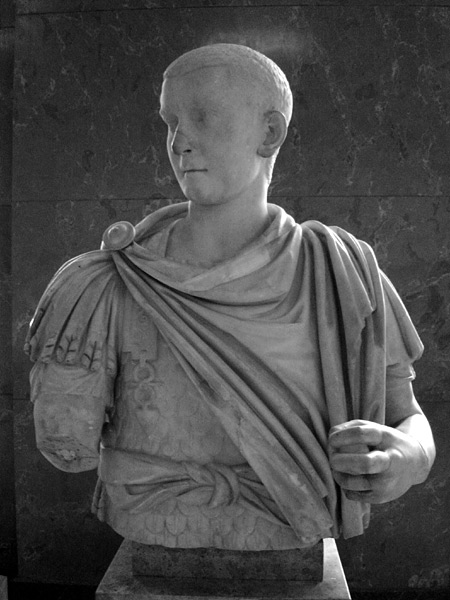
Bust al lui Gordian III

Nepotul lui Gordian I. Având parte de o mare popularitate în rândul poporului - deși avea doar 13 ani -, a fost ales ca și Caesar (co-împărat) în timpul lui Pupienus și al lui Balbinus. După asasinarea acestora, a devenit împărat singur. Domnia i-a fost tulburată de lupte cu perșii. Ucis de Filip Arabul în 244.

## Urmări
În acest an de criză, s-a evidențiat puterea Senatului, care a numit patru împărați, numai pentru a-l detrona pe Maximin Tracul, un barbar care era împotriva nobilimii. Când situația s-a stabilizat, la venirea pe tron a lui Gordian al III-lea, nobilii și senatorii au condus de facto Imperiul. Anul 238 nu a rezolvat nimic pentru Roma, ci dimpotrivă, a adâncit criza secolului III.